# Segment orbital américain

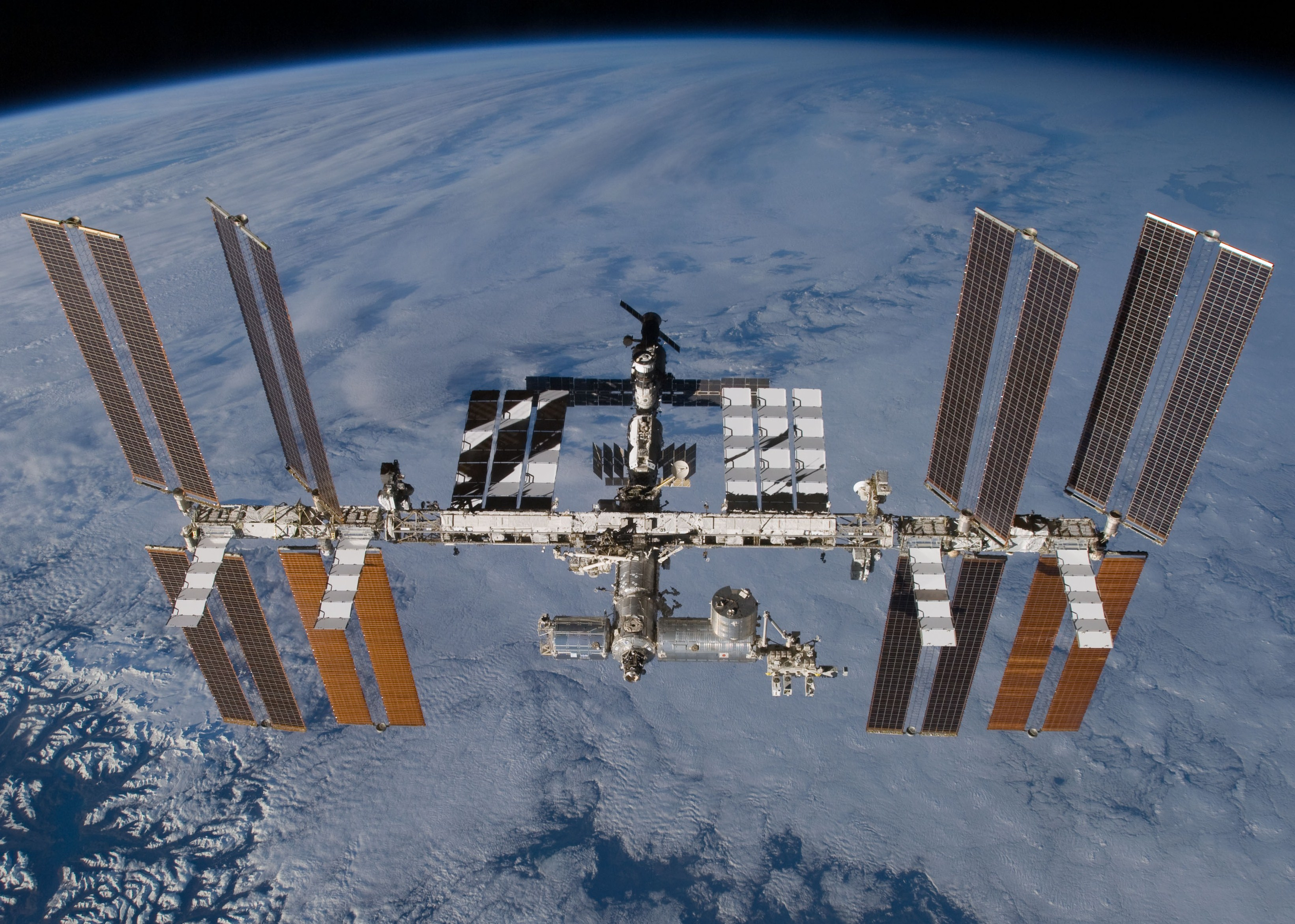
Le segment orbital américain est constitué de tous les modules situés du côté du PMA-1

Le segment orbital américain (United States Orbital Segment - USOS) est le nom donné à la partie de la Station spatiale internationale (ISS) construite et exploitée par la NASA américaine, l'Agence spatiale européenne (ESA), l'Agence spatiale canadienne et l'Agence d'exploration aérospatiale japonaise.
Le segment américain est actuellement composé de onze modules pressurisés (Unity (Nœud 1), Harmony (Nœud 2), Tranquility (Nœud 3), Destiny (laboratoire Américain), Columbus (laboratoire Européen), Kibō (laboratore Japonais + module logistique), Quest (sas), Cupola (coupole d'observation), Leonardo (module logistique), Bishop (sas) et BEAM (module gonflable)), de la poutre et de divers éléments non pressurisés qui reprennent une partie de la configuration de la Station spatiale Freedom, annulée et incluse dans l'ISS. Le secteur est contrôlé à partir de centres de contrôle de mission différents répartis dans le monde entier, incluant le MCC-H (Mission Control Center-Houston de la NASA), le Col-CC (Columbus Control Center), le ATV-CC (ATV Control Center), le JEM-CC (JEM Control Center), le HTV-CC (HTV Control Center ) et le CC-MSS (Control Center-Mobile Servicing System, « Mobile Servicing System » désignant le bras télémanipulateur Canadarm 2).